# Partido Comunista de Ecuador - Sol Rojo
El Partido Comunista de Ecuador - Sol Rojo (PCE-SR), también conocido como Puka Inti (del quechua que significa Sol Rojo) es una organización político-guerrillera marxista-leninista-maoísta en Ecuador. Desde su  creación, hasta su muerte, el grupo fue comandado por su nombre de guerra "Camarada Joselo". Joselo murió el 6 de noviembre del 2022, esto sin el anuncio de un sucesor.
El PCE-SR se compone principalmente de exmiembros del grupo izquierdista clandestino Alfaro Vive ¡Carajo!. Puka Inti se influencia de algunas ideas de Abimael Guzmán, fundador de la organización maoísta Partido Comunista del Perú (Sendero Luminoso), llegando a ser cercano a la organización Comité Base Mantaro Rojo. También toma como influencia la línea del Partido Comunista de la India (Maoísta).La organización forma parte de la Liga Comunista Internacional.

## Historia
El grupo fue fundado el 1 de junio de 1993 por un hombre que usaba el sobrenombre de camarada Joselo. El grupo está constituido mayoritariamente por exintegrantes de Alfaro Vive ¡Carajo!, además la organización busca implantar el pensamiento Gonzalo del grupo terrorista peruano Sendero Luminoso en suelos ecuatorianos. El órgano de difusión del grupo fue nombrado Puka Inti. En este órgano y otros comunicados es común que se pronuncien de sucesos las elecciones del 2006, las elecciones de la asamblea constituyente de 2007, el desenlace de la Guerra civil nepalesa.
En el año 2007, se produjo al lanzamiento del documental Alfaro Vive Carajo: Del sueño al caos, en el cual criticaron al ex miliciano Santiago Kingman de tergiversar la visión de la guerrilla y solo querer reflectores. En septiembre de 2010 Puka Inti se pronunció sobre el conflicto minero en el cantón de Paquisha, esto en la Provincia de Zamora Chinchipe, la cual dejó más de cinco heridos y varios detenidos. Además estuvo activo durante la crisis política de 2010. En los comunicados lanzados el año siguiente, los temas referidos fueron las tensiones políticas en el país, las contradicciones ideológicas del Movimiento MOVER, la importancia de la mujer en movimientos revolucionarios, y su opinión en los efectos de la Primavera Árabe.
La guerrilla es tildada de ser el brazo ecuatoriano de Sendero Luminoso. Además de formar parte del Movimiento Comunista Internacional, que agrupa a otros simpatizantes del pensamiento Gonzalo y el maoísmo a nivel regional. No fue hasta noviembre de 2011, cuando el PCE-SR se pronunció por la muerte del líder maoísta Molajula Koteswar Rao, "Kishenji", el cual fue asesinado en un falso enfrentamiento con las autoridades, en un área remota del estado de Bengala Occidental.
Para finales de 2012 y principios del siguiente año, el PCE-SR lanzó comunicados llamando a boicotear y no votar durante las elecciones presidenciales de 2013 El PCE-SR se pronunció por el asesinato del líder sindical Milton Enrique Rivas Parras, ocurrido en Puerto Guzmán, departamento de Meta. En mayo de 2014, el PCE-SR se solidarizo con el arresto del activista y profesor universitario G.N. Saibaba, acusado por la reacción de tener conexiones con la guerrilla Naxalita.
En junio de 2015, el PCE-SR, se pronunció por la muerte del comandante del Nuevo Ejército del Pueblo, Leoncio Pitao Ka-Parago, esto durante un enfrentamiento en Barangay Pañalum, Calinan, Dávao.

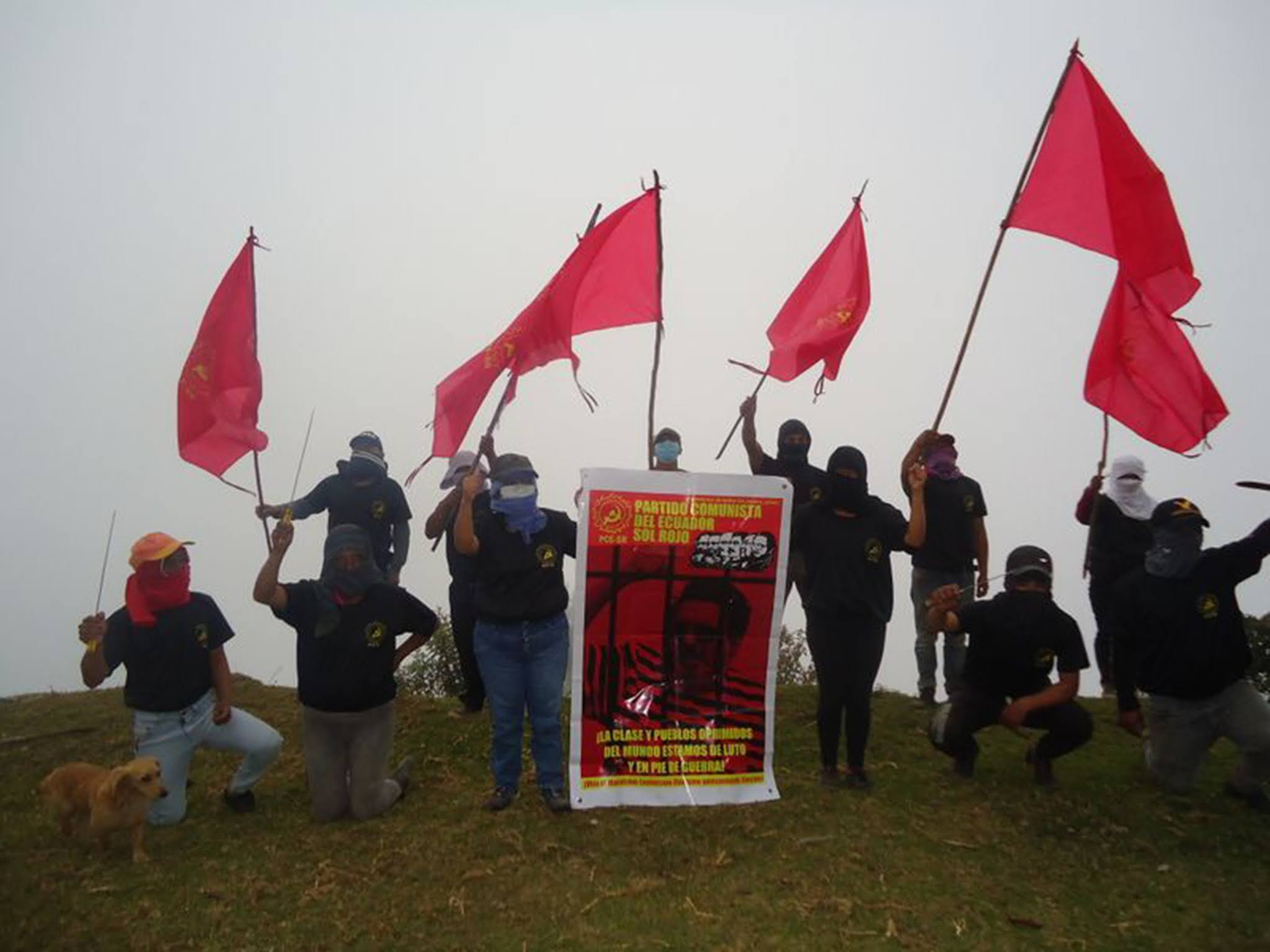
Militantes del PCE-SR sosteniendo banderas en apoyo a Abimael Guzmán

En los años siguientes, el PCE-SR se pronunció sobre las elecciones de 2017, y también por la visita del entonces vicepresidente estadounidense Mike Pence a Ecuador, y el azote de la Pandemia de COVID-19 en Ecuador en 2020.

### Acciones guerrilleras
La guerrilla es responsable de escaramuzas contra el Ejército del Ecuador y el adoctrinamiento del pensamiento Gonzalo en la provincia de Chimborazo, que a su vez forma el centro neurálgico de la guerrillera. También se ha registrado al PCE-SR en las provincias de Cañar, Tungurahua y Cotopaxi. El PCE-SR también simpatiza con la idea de lucha armada propuesta por Sendero Luminoso, lanzando comunicados en conmemoración a su levantamiento en 1980.
En agosto de 2011, miembros de PCE-SR se pronunciaron sobre la captura y repatriación de los ex senderistas Walter Hugo Minaya, William Antonio Minaya, Ribero Blanca Alarcón y José Antonio Cantoral Benavides, de nacionalidad peruana que laboraban en el Centro de Estudios Populares en la ciudad de El Alto, Bolivia.

### Operación Sol Rojo

Bandera alternativa usada por el PCE-SR

El 3 de marzo de 2012 fueron arrestados 10 supuestos miembros del Grupos de Combatientes Populares (otros medios los señalaron como una rama más radical del Partido Comunista Marxista Leninista del Ecuador), lo que el PCE-SR señaló como una escalada represiva del Estado ecuatoriano. A este caso se le llamo popularmente como «Los 10 de Luluncoto», la cual fueron polémicas por su manera de proceder y la criminalización de los implicados, al señalarlos directamente de terroristas. Meses después el PCE-SR se pronunció sobre la desaparición forzada de 43 estudiantes en Ayotzinapa, llamándolo un crimen de Estado y acusando al mandatario Enrique Peña Nieto de estar al mando de un narcoestado. En octubre de 2014, el PCE-SR anunció su solidarización con las Unidades de Protección Popular por la defensa ejercida en la asedio de Kobane.